# Франклин, Сидни
Сидни Арнольд Франклин (англ. Sidney Franklin; 21 марта 1893 — 18 мая 1972) — американский режиссёр и продюсер. Сидни Франклин, как и Вильям Демилль, специализировался на киноадаптациях бродвейских постановок и литературных произведений.
Его брат Честер Франклин (1889—1954) в эпоху немого кино также стал режиссёром. Известен по фильму «Жертвы моря» (1922), первой голливудской кинокартине снятой в цвете по технологии «Техниколор».
Жена — бывшая киноактриса Энид Беннетт (1893—1969). Брак продолжался с 20 июня 1963 года по 14 мая 1969 года (смерть Энид).

## Избранная фильмография

### Режиссёр
- 1916 — Сестра шести / A Sister of Six (с братом Честером)
- 1917 — Детки в чаще / The Babes in the Woods (с братом Честером)
- 1918 — Запретный город / The Forbidden City
- 1918 — Остров сокровищ / Treasure Island (с братом Честером)
- 1919 — Сердце холмов / The Heart o’the Hills
- 1919 — Хулиганка / The Hoodlum
- 1919 — Добродетельная соблазнительница / A Virtuous Vamp
- 1922 — Нежная улыбка / Smilin' Through
- 1926 — Беверли Граустарка / Beverly of Graustark
- 1928 — Актриса / The Actress
- 1929 — Конец миссис Чейни / The Last of Mrs. Cheyney
- 1929 — Дикие орхидеи / Wild Orchids
- 1930 — Мораль для леди / A Lady’s Morals
- 1931 — Частная жизнь / Private Lives
- 1932 — Нежная улыбка / Smilin' Through
- 1934 — Барретты с Уимпоул-стрит
- 1935 — Тёмный ангел / The Dark Angel
- 1937 — Благословенная земля / Good Earth
- 1946 — Дуэль под солнцем / Duel in the Sun
- 1957 — Барретты с Уимпоул-стрит / The Barretts of Wimpole Street

### Продюсер
- 1939 — Ниночка / Ninotchka
- 1940 — Мост Ватерлоо / Waterloo Bridge
- 1942 — Миссис Минивер / Mrs. Miniver
- 1942 — Случайная жатва / Random Harvest
- 1943 — Мадам Кюри / Madame Curie
- 1944 — Белые скалы Дувра / The White Cliffs of Dover
- 1946 — Оленёнок / Yearling
- 1948 — Возвращение домой / Homecoming
- 1948 — Командное решение / Command Decision
- 1950 — История Минивер / The Miniver Story
- 1952 — Бесстрашный Фаган / Fearless Fagan
- 1952 — Небо, полное Луны / Sky Full of Moon
- 1953 — Три истории любви / The Story of Three Loves
- 1953 — Цыганский Кольт / Gypsy Colt
- 1953 — Малышка Бесс / Young Bess
- 1953 — Грустная песня / Torch Song